# غنجين
غنجين هي قرية في مقاطعة ميانة، إيران. عدد سكان هذه القرية هو 105 في سنة 2006.